# Codzienna Gazeta Muzyczna
Codzienna Gazeta Muzyczna – internetowy serwis informacyjny powstały w roku 2000. Witryna prezentuje najświeższe informacje ze świata muzyki. Na jej stronach można znaleźć liczne konkursy, galerie foto i video, recenzje płyt, zapowiedzi i relacje koncertów. Lokalizacja firmy Codzienna Gazeta Muzyczna to: Baranowska 23, Warszawa, mazowieckie. Serwis był notowany w rankingu Alexa na miejscu 2933 (POL).

## Historia

### Utworzenie
Założycielem portalu był Walter Chełstowski. Następnie współwłaścicielami zostali Piotr Tarasewicz i raper Wojciech „Ekonom” Ekonomiuk, znany z występów w zespole Fenomen. W latach późniejszych Chełstowski wycofał się z udziału w portalu.

### 2018
Właściciele portalu – Piotr Tarasewicz i Wojciech Ekonomiuk – wybrali nowego redaktora naczelnego. Został nim niezależny dziennikarz muzyczny Hieronim „Hirek” Wrona. Według ich zapowiedzi nowa odsłona CGM.pl będzie cechować się jeszcze większą liczbą newsów, recenzji oraz autorskich treści. Swoje stanowisko oficjalnie objął 1 stycznia 2018 roku.